# Синтез скінченних автоматів
Задача синтезу скінченного автомата полягає в створенні такого автомата акцептора, який би розпізнавав дану регулярну мову. 

## Конструкція Томпсона
Конструкція Томпсона - це спосіб побудови НДСкА який розпізнає мову заданого регулярного виразу. Придуманий Кеном Томпсоном для реалізації регулярних виразів в текстовому редакторі QED для Compatible Time-Sharing System.
| Регулярний вираз                                                                   | Відповідна йому регулярна мова                                               | Відповідний йому НДСкА                                                                        |
| ---------------------------------------------------------------------------------- | ---------------------------------------------------------------------------- | --------------------------------------------------------------------------------------------- |
| {\displaystyle \emptyset }                                                         | {\displaystyle \emptyset }                                                   |                                                                                               |
| {\displaystyle x,\ x\in \Sigma \cup \{\epsilon \}}                                 | {\displaystyle \{x\}}                                                        |                                                                                               |
| {\displaystyle {\begin{array}{r}r_{1}\\r_{2}\end{array}}} - різні регулярні вирази | {\displaystyle {\begin{array}{r}L(r_{1})\\L(r_{2})\end{array}}} - різні мови | } - автомати що не містять спільних станів                                                    |
| {\displaystyle r_{1}+r_{2}}                                                        | {\displaystyle L(r_{1})\cup L(r_{2})}                                        | Заключний стан в об'єднанні єдиний! Заключні стани обох автоматів перестають бути заключними. |
| {\displaystyle r_{1}r_{2}}                                                         | {\displaystyle L(r_{1})L(r_{2})}                                             | Хоча краще злити вхід {\displaystyle A_{2}} і заключний стан {\displaystyle A_{1}}            |
| {\displaystyle r_{1}^{*}}                                                          | {\displaystyle L(r_{1})^{*}}                                                 |                                                                                               |

Варто також зауважити, що автомат зручніше будувати, коли регулярний вираз записаний у формі ПОЛІЗ.
Перед тим як застосовувати автомат для перевірки рядків на відповідність шаблону, його детермінізують та мінімізують.